# Шипилово (Юрьев-Польский район)
Шипилово — село в Юрьев-Польском районе Владимирской области России, входит в состав Красносельского сельского поселения.

## География
Село расположено в 17 км на восток от райцентра города Юрьев-Польский.

## История
Село в первый раз упоминается в государственных грамотах и договорах XV столетия и в них значится имением князей Московских; так, в половине означенного столетия Шипилово было вотчиной Великого князя Василия Васильевича, который в духовном завещании, писанном в 1462 году, отказал его сыну своему, князю Юрию Васильевичу; от Юрия же Васильевича Шипилово, также по духовному завещанию, перешло к брату его — Андрею Васильевичу, князю Можайскому. По договорным грамотам Великого князя Иоанна Васильевича с князем Андреем Васильевичем "о бытии им и детям их в вечном союзе и дружбе", писанным в 1481 и 1486 годах, Шипилово, по смерти Андрея Васильевича, должно было остаться в его роде. Дальнейшие исторические известия о Шипилове относятся к началу XVII столетия. В письменных документах 1609 года Шипилово значится вотчиной мурзы Сафоролея Изламова, зятя Касимовского царя Ураза Магмета. Этому владельцу Шипилово, очевидно, пожаловано было Лжедмитрием, который не только села, но и целые города раздавал своим приверженцам за их усердие и службу. По окончании смутного времени Шипилово — снова было возвращено в дворцовое ведомство законных царей Московских. В XVII столетии Шипилово принадлежало Коллежскому Советнику Силину, а потом — жене его Александре Павловне Силиной. Церковь в Шипилове, без сомнения, древнего происхождения, как это видно из грамоты Великого князя Василия Васильевича, в которой оно записано селом; но определенных и точных известий о ней не имеется до XVII столетия; в XVII же столетии в Шипилове существовала церковь в честь святых благоверных князей Бориса и Глеба; зданием деревянная, с таковою же колокольней. В XVIII столетии и до тридцатых годов XIX столетия церковь имела два престола: в честь Казанской иконы Божией Матери и в честь святых благоверных князей Бориса и Глеба. Эта церковь в 1835 году за ветхостью была разобрана, а вместо неё усердием помещицы Александры Павловны Силиной и прихожан построена ныне существующая каменная церковь, с каменною же колокольнею; в 1867 году сделана каменная с железными решетками ограда. Престолов в церкви три: в холодной — в честь Воскресения Христова и придельный — в честь Казанской иконы Божией Матери, в теплой трапезе — во имя святых мучеников князей Бориса и Глеба. В 1896 году приход состоял из одного села Шипилова, в коем числилось 124 двора, душ мужского пола 363, женского пола — 397.
В конце XIX — начале XX века село входило в состав Паршинской волости Юрьевского уезда.
С 1929 года село входило в состав Малолучинского сельсовета Юрьев-Польского района, с 1977 года — центр Шипиловского сельсовета, с 2005 года — в составе Красносельского сельского поселения.

## Население
| 1859 | 1897 | 1905 | 2002 | 2010 | 2021 |
| ---- | ---- | ---- | ---- | ---- | ---- |
| 593  | ↗610 | ↗735 | ↘436 | ↘368 | ↘341 |

## Инфраструктура
В селе расположены МБОУ «Шипиловская основная общеобразовательная школа» (открыта в 1983 году), детский сад "Малышок", фельдшерско-акушерский пункт, отделение связи, сельхозпредприятие СПК «Шипилово»

## Достопримечательности
В селе находится недействующая Церковь Воскресения Христова (1835).